# Sự kiện đóng đinh Giêsu

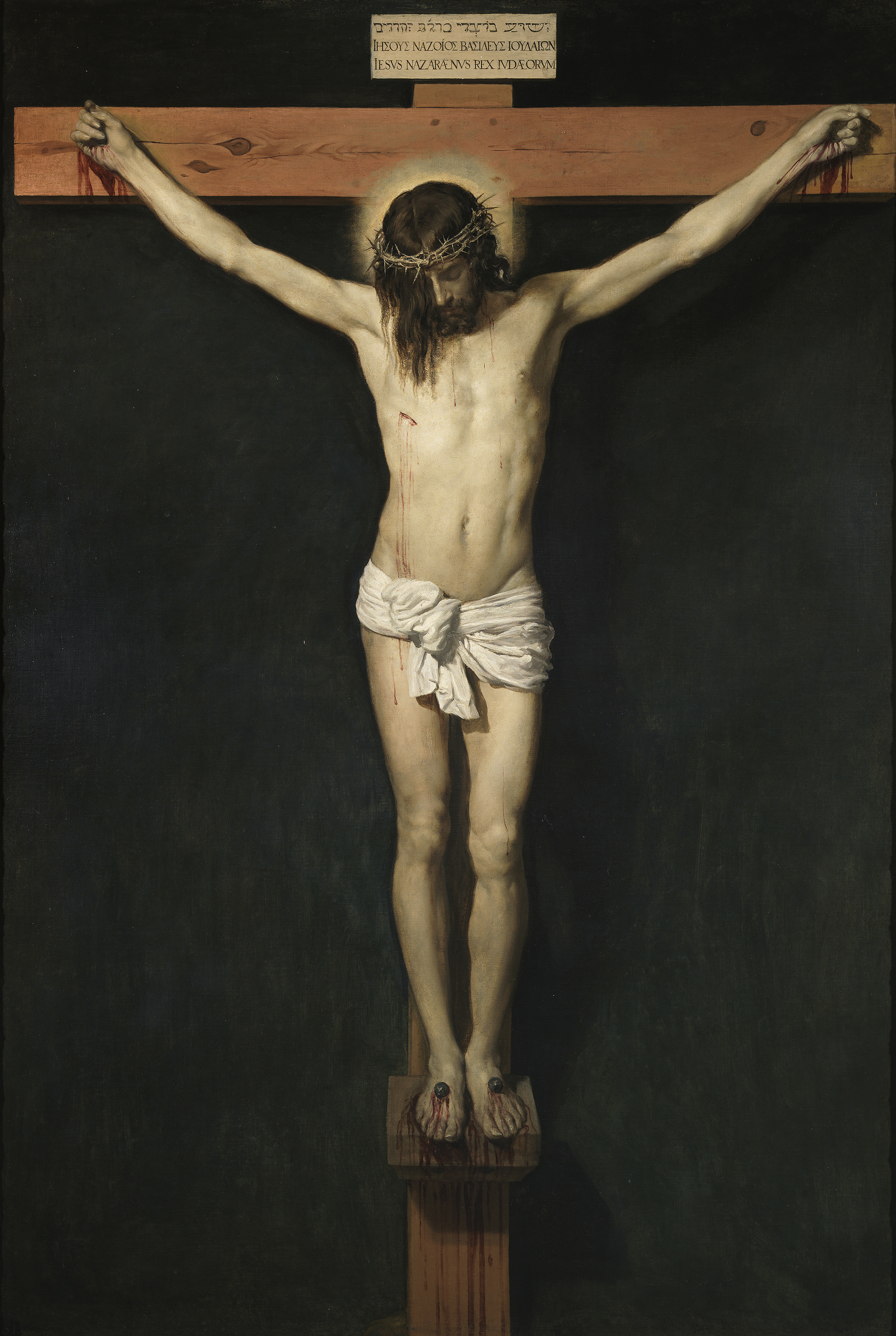
Giêsu chịu đóng đinh (kh. 1632), tranh của Diego Velázquez. Bảo tàng Prado, Madrid

Sự kiện đóng đinh Giêsu (còn gọi là cuộc đóng đinh của Giêsu, cuộc khổ hình của Giêsu, sự đóng đinh Giêsu trên thập tự giá) là sự kiện hành hình Giêsu xảy ra tại Judea vào thế kỷ thứ nhất, có lẽ vào khoảng năm 30–33, được ghi lại trong bốn sách phúc âm, và được ghi nhận trong các nguồn tài liệu cổ đại khác. Các tài liệu ngoài Kitô giáo xác định đây là một sự kiện lịch sử, cho dù giữa các nhà sử học không có sự đồng thuận về chi tiết cụ thể những gì đã thực sự diễn ra.
Theo trình thuật trong các sách Phúc âm, Giêsu bị bắt giữ, xét xử, kết án, đánh đòn và cuối cùng bị đóng đinh trên cây thập tự. Sự thương khó và sự chết của Giêsu là yếu tố cơ bản trong thần học Kitô giáo, liên quan mật thiết tới giáo lý về cứu rỗi và chuộc tội, như là điều kiện cần thiết để con người được tha thứ tội lỗi và giảng hòa với Thiên Chúa. Theo Tân Ước, đến ngày thứ ba sau biến cố này, Giêsu sống lại và hiện ra với các môn đệ nhiều lần và đến ngày thứ 40, ông về trời.

## Tổng quan
Sau khi dự bữa Tiệc Ly với mười hai sứ đồ, Giê-su bị bắt tại vườn Gethsemane, chịu xét xử trước Tòa Công luận, Tổng đốc La Mã Phongxiô Philatô, và vua Herod Antipas, rồi bị đưa đi đóng đinh trên cây thập tự. Sau khi bị đánh bằng roi, Giê-su bị quân lính đem ra chế giễu, gọi ông là "Vua dân Do Thái", phải mặc áo điều và đội mũ gai trên đầu, bị đánh và nhổ vào người, rồi giải đi qua thành Jerusalem đến chỗ đóng đinh.

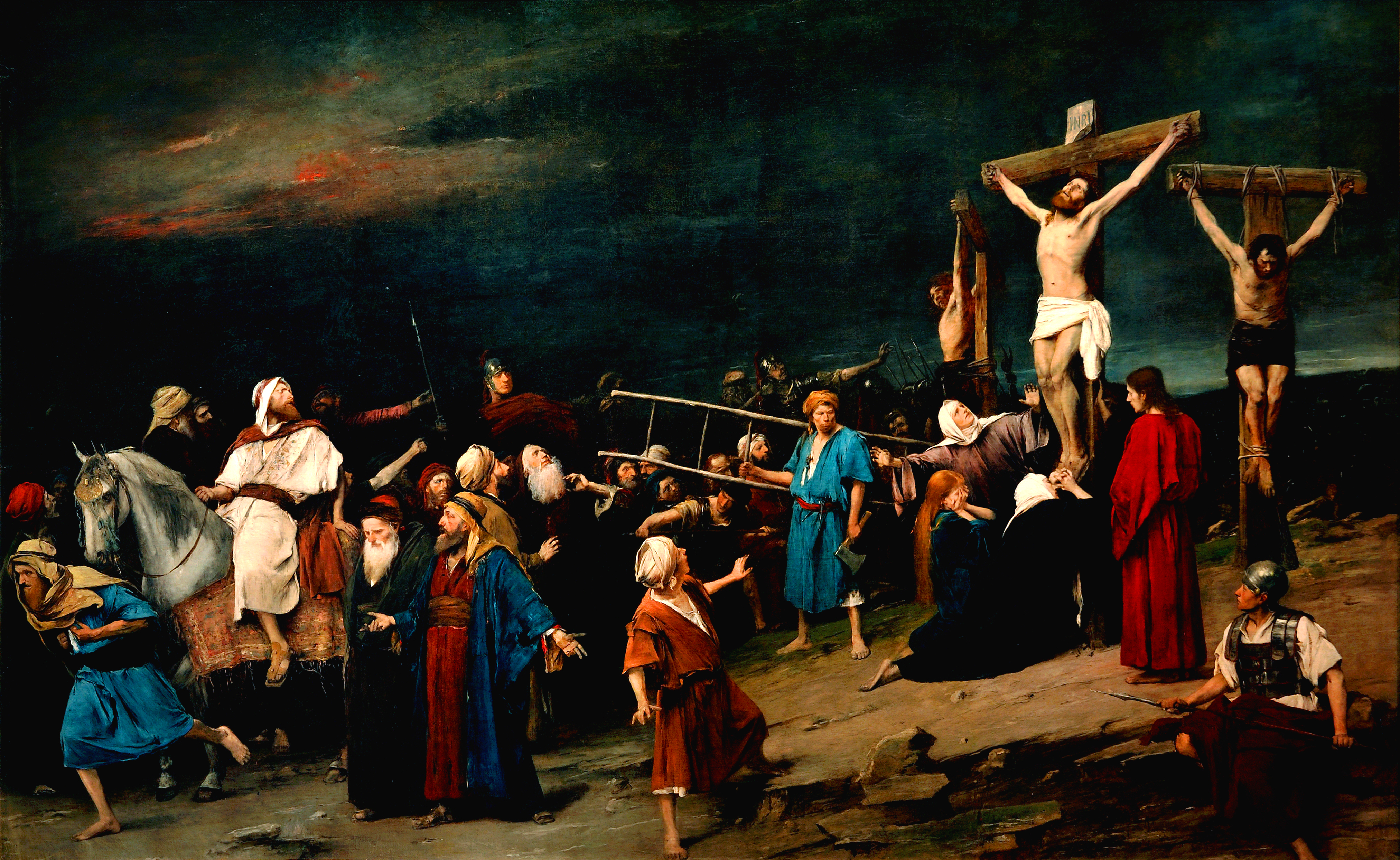
Chúa Giê Su bị đóng đinh trên đồi Sọ, tranh sơn dầu của Mihály Munkácsy, khoảng năm 1884

Khi đến đồi Golgotha, Giê-su bị lột áo quần rồi bị đóng đinh hai tay vào thanh ngang của thập tự giá, bị treo ở đó trong ba tiếng đồng hồ, giữa hai tên cướp. Quân lính gắn trên đầu cây thập tự một tấm biển ghi bằng ba ngôn ngữ, "Giê-su xứ Nazareth, Vua dân Do Thái". Họ chia nhau áo quần, và bốc thăm để được chiếc áo dài không có đường may của Giêsu, họ cho ông rượu nho pha với giấm, cuối cùng dùng giáo đâm vào hông Giê-su để biết chắc chắn rằng Giêsu đã chết. Kinh Thánh cũng ghi lại bảy câu nói của Giêsu khi bị treo trên cây thập tự, cũng như các sự kiện siêu nhiên xảy ra vào thời điểm ấy. Joseph người Arimathea đến gặp Pilate xin xác Giê-su, hạ thi thể ông xuống khỏi cây thập tự, "bọc trong tấm vải liệm trắng, đặt trong một cái huyệt mới mà người đã khiến đục cho mình trong đá." Lúc ấy, Nicodemus cũng đến để phụ giúp người.

## Các ký thuật
Sự kiện Giêsu bị đóng đinh trên thập tự giá cũng được chép trong lịch sử Đế quốc La Mã. Các sách phúc âm đã ký thuật chi tiết về sự kiện này. Các phát hiện của ngành khảo cổ cũng đưa ra những chi tiết đồng nhất với những ghi chép trong Kinh Thánh về quy trình hành quyết theo cách đóng đinh của người La Mã.

### Các sách Phúc âm

Giêsu bị hành hình và đóng vòng gai, tranh vẽ của Caravaggio khoảng năm 1602/1604

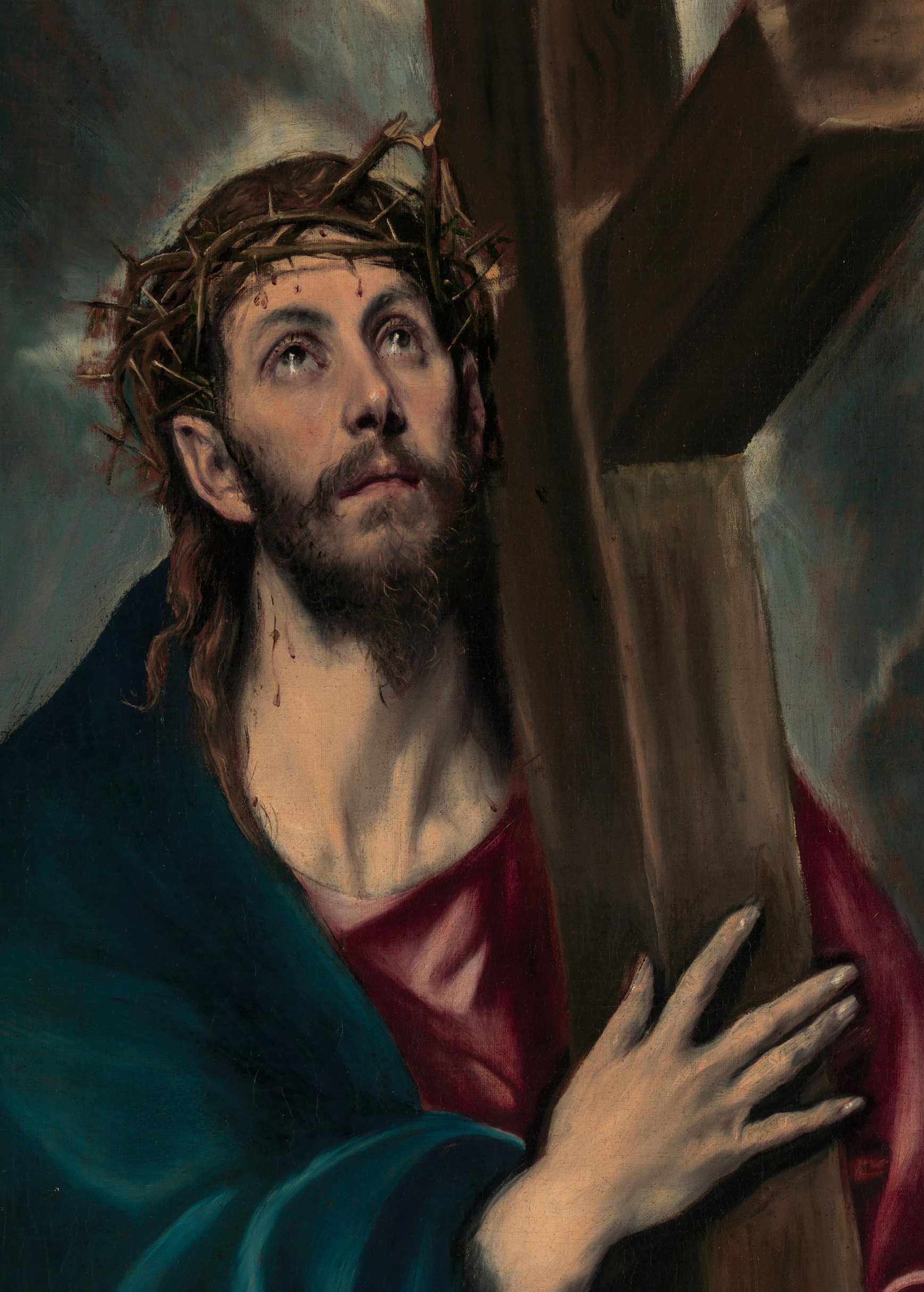
Giê-su vác thập tự giá, tranh sơn dầu của El Greco, thập niên 1580

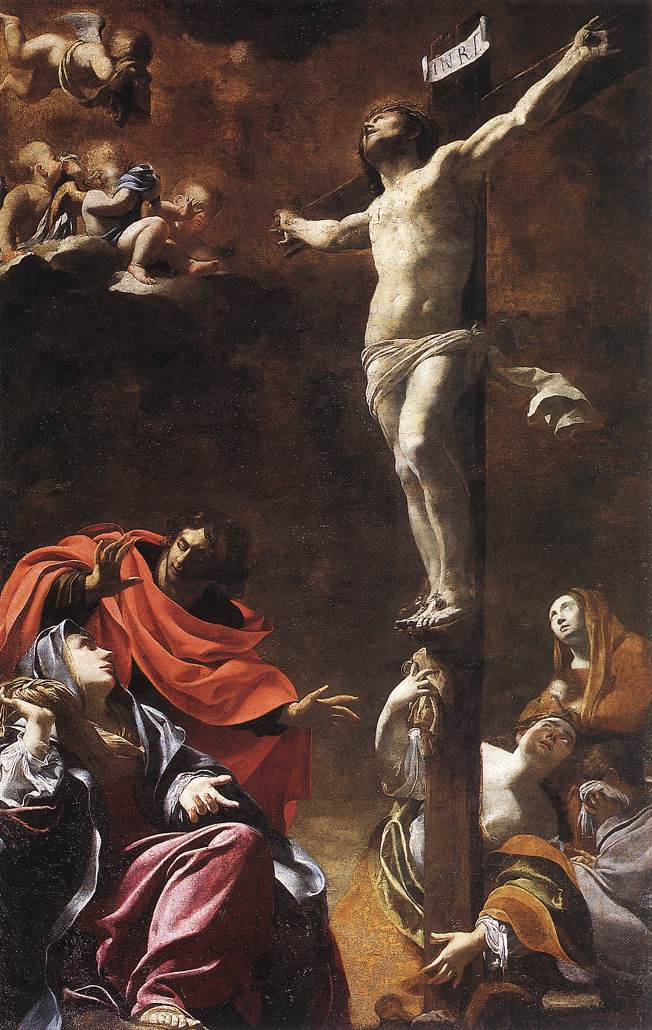
Cuộc khổ hình (1622), tranh của Vouet, Genova

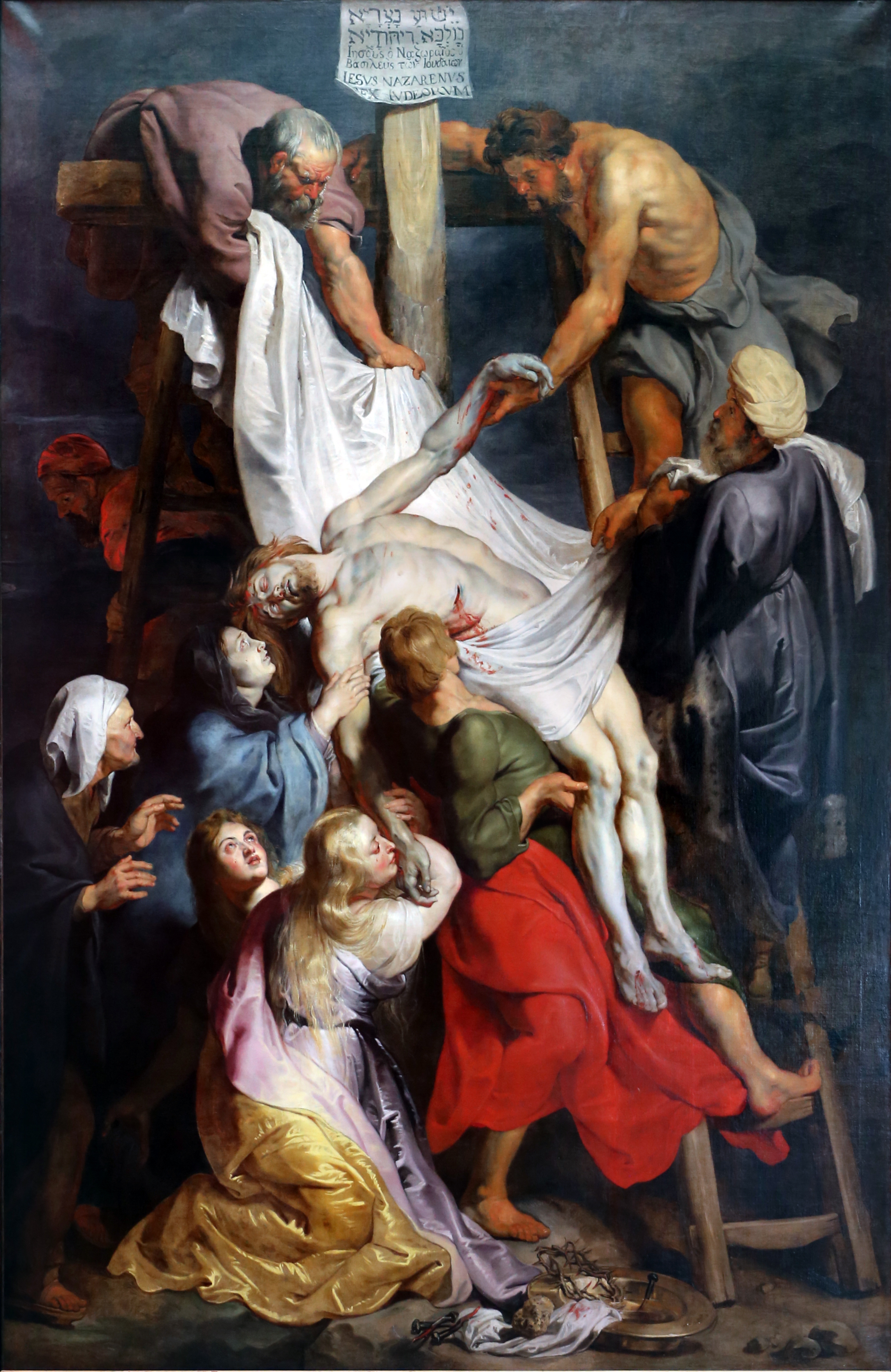
Hạ thi thể Giêsu khỏi cây thập tự, tranh của Rubens, Lille.

Cả bốn sách phúc âm đều thuật lại các chi tiết ban đầu về sự chết của Giê-xu: Matthew 27, Mark 15, Lu-ca 23, và Giăng 18. Trong các thư tín của Tân Ước cũng có các ghi chép liên quan đến sự kiện này.
Theo bốn sách phúc âm, Giê-su bị đem đến một nơi gọi là "Đồi Sọ" bị đóng đinh với hai tên cướp ở hai bên, với cáo trạng tự nhận mình là "Vua dân Do Thái" (Pilate cho treo trên đầu cây thập tự một tấm bảng có ghi nội dung tương tự), lính La Mã chia nhau áo xống của ngài ngay trước khi ngài gục đầu trút hơi thở cuối cùng. Joseph người Arimathea đến gặp Pilate xin xác Giêsu, rồi an táng ngài trong một ngôi mộ mới.
Ba sách phúc âm cùng cung cấp thêm các chi tiết khác như Simon người Cyrene đã vác cây thập tự, đám đông xúm lại chế giễu Giêsu, cả tên cướp bị đóng đinh cũng phỉ báng ngài, tuy nhiên, một trong hai tên cướp xưng nhận tội lỗi và cầu xin ông tha thứ. Trời tối sầm từ giờ thứ sáu đến giờ thứ chín, và bức màn trong đền thờ xé đôi từ trên xuống dưới. Các sách phúc âm này cũng ghi lại lời của các nhân chứng, trong đó có lời chúc tụng Thiên Chúa của quản cơ quân đội La Mã, những người đàn bà đứng nhìn từ xa, hai người trong số họ có mặt trong lúc mai táng ngài.
Lu-ca là tác giả phúc âm duy nhất bỏ qua chi tiết người ta đặt giấm pha với rượu nho trên đầu gậy đưa cho Giêsu khi ông bị treo trên cây thập tự. Chỉ có Mácô và Gioan thuật lại việc Joseph hạ xác ngài xuống từ thập tự giá. Trong khi đó, chỉ có Matthew ghi lại cơn động đất, các thánh sống lại, và lính La Mã được sai đến gác mộ Giêsu. Máccô là tác giả phúc âm duy nhất ghi chính xác thời điểm đóng đinh (giờ thứ chín, tức là 3 giờ chiều theo giờ Việt Nam) và lời chứng của quan quản cơ. Trong khi đó, chỉ có thể tìm thấy trong Phúc âm Lu-ca lời Giêsu nói với các phụ nữ đang than khóc, lời một tên cướp quở trách tên cướp kia, phản ứng của đám đông đi xem "đấm ngực mà trở về", cùng chi tiết các phụ nữ chuẩn bị thuốc thơm để đến thăm mộ ngài. Chỉ có Gioan ghi lại chi tiết đánh gãy chân của các tử tội, nhưng khi "quân lính đến nơi Giêsu, thấy Ngài đã chết rồi, thì không đánh gãy ống chân Ngài; nhưng có một tên lính lấy giáo đâm ngang sườn Ngài, tức thì máu và nước chảy ra" (để ứng nghiệm lời tiên tri trong Cựu Ước), cũng như chi tiết Nicodemus đến trợ giúp Josep trong việc an táng.

### Các Ký thuật khác
Bởi vì đóng đinh trên thập tự giá là hình phạt trong thế kỷ thứ nhất dành cho những người Do Thái bị xem là chống lại Đế quốc La Mã, nên không có nhiều sử gia thế tục ghi lại sự kiện này. Sử gia La Mã Tacitus, trong quyển Annals (năm 55), nhắc đến sự kiện "Christus....chịu án tử hình trong thời trị vì của Tiberius bởi một trong các quan tổng đốc..."

Sử gia người Do Thái thế kỷ thứ nhất Josephus viết:

Vào lúc này, Giêsu, một người khôn ngoan, nếu gọi như thế là hợp pháp; vì người làm những điều kỳ diệu, dạy dỗ người ta biết cách tiếp nhận chân lý cách vui thỏa. Người thu hút cả người Do Thái lẫn dân ngoại bang. Người là đấng Cơ Đốc. Khi Pilate, do yêu cầu của các trưởng lão của chúng ta, đã đóng đinh người trên thập tự giá, những kẻ yêu người từ ban đầu không chịu lìa bỏ người; vì đến ngày thứ ba người sống lại và hiện ra cùng họ; như các tiên tri thánh đã báo trước nhiều điều lạ lùng liên quan đến người. Và cộng đồng người Cơ Đốc, mang danh người, vẫn tồn tại cho đến ngày nay. – Josephus, Antiquities of the Jews - XVIII, 3:8-10 

Kinh Talmud Babylon của người Do Thái có nhắc đến sự kiện đóng đinh (treo trên cây gỗ,):

Ngay trong ngày trước Lễ Vượt Qua, Yeshu bị treo trên cây gỗ. Suốt bốn mươi ngày trước cuộc hành hình, một người tiên báo đến than khóc, "Người sắp bị ném đá bởi vì người đã đuổi quỷ và xúi giục dân Israel bội đạo. Bất cứ ai muốn nói điều gì để bênh vực người, hãy tiến lên mà nài xin cho người." Song không ai bênh vực người, người bị treo trong ngày trước Lễ Vượt Qua! – Sanhedrin 43a Lưu trữ ngày 27 tháng 8 năm 2008 tại Wayback Machine
Dù thi thoảng vẫn có những tra vấn liệu Yeshu có phải là Giê-su không, nhiều sử gia tin rằng ký thuật trên chắc chắn là nói về Giêsu.

## Địa điểm và thời điểm Giêsu bị đóng đinh
Địa điểm và thời điểm chính xác Giêsu bị đóng đinh là chủ đề của nhiều cuộc nghiên cứu cũng như những sự suy đoán. Mặc dù vẫn chưa có sự đồng thuận giữa các học giả tôn giáo và các nhà khoa học về địa điểm và thời điểm chính xác, trong những năm gần đây người ta khởi sự ứng dụng cách đồng bộ các phương pháp độc lập để kiểm chứng và diễn dịch. Lấy thí dụ, các học giả Kinh Thánh xác định năm Giêsu bị đóng đinh bằng cách dựa trên phương pháp suy luận tương đồng với phương pháp mà Isaac Newton khám phá qua quan sát quỹ đạo Mặt Trăng, hiện nay vẫn thường được những nhà thiên văn học sử dụng.

### Địa điểm
Địa điểm Giêsu bị đóng đinh vẫn còn là một sự suy đoán. Các ký thuật trong Kinh Thánh cho biết địa điểm này nằm bên ngoài tường thành Jerusalem, người đi đường có thể đến gần, và có thể quan sát được từ xa. Eusebius xác định vị trí của nó là phía bắc Núi Zion.
Đồi Sọ là địa danh bắt nguồn từ tiếng Latin (calvaria) do Jerome dịch từ tiếng Aram Gûlgaltâ, nơi Giêsu bị đóng đinh. Do văn bản không giải thích ý nghĩa của từ này, đã có một số giả thuyết được đưa ra: Một giả thuyết cho rằng tại đây vương vãi sọ của những người bị hành quyết vô thừa nhận nên có tên Đồi Sọ. Một giả thuyết khác tin rằng nó mang tên một nghĩa trang kế cận. Còn theo giả thuyết thứ ba, tên được đặt theo hình thù ngọn đồi trọc trông giống cái sọ.
Hiện có hai địa điểm được xem là nơi Giêsu bị đóng đinh: Vị trí truyền thống nằm trong Nhà thờ Mộ cổ thuộc khu Cơ Đốc giáo của khu phố cổ Jerusalem, có từ thế kỷ thứ tư. Địa điểm thứ hai, thường được gọi là Đồi Sọ của Gordon, nằm ở phía bắc của khu phố cổ gần Ngôi mộ trong Vườn (Garden Tomb), phát triển từ thế kỷ 19 bởi các tín hữu Mormon.

### Thời điểm
Mặc dù vẫn chưa có sự đồng thuận tối hậu về ngày hoặc năm Giêsu bị đóng đinh, nhiều học giả đồng ý với nhau rằng sự kiện này xảy ra dưới thời Tổng đốc Pontius Pilate (từ năm 26 CN– 36 CN), nhằm ngày Thứ Sáu gần Lễ Vượt Qua (ngày 15 tháng Nisan theo lịch Do Thái). (Cũng có những ý kiến khác cho rằng có thể nhằm Thứ Năm hoặc ngay cả Thứ Tư). Ghi chép trong Phúc âm Giăng cho thấy trong lúc xét xử Giêsu, các nhà lãnh đạo Do Thái chưa dự bữa ăn của Lễ Vượt Qua, Giăng cũng ghi lại thời điểm ngay trước khi ngài bị kết án trước tòa Pilate, "Vả, bấy giờ là ngày sắm sửa Lễ Vượt Qua, độ chừng giờ thứ sáu." Như vậy, sự kiện này có thể xảy ra vào ngày 14 tháng Nisan, ngày luật pháp quy định dâng chiên con làm tế lễ 
từ 3 giờ đến 5 giờ chiều, rồi ăn trước nửa đêm ngày 14 tháng Nisan, điều này phù hợp với nghi thức Cựu Ước. Giêsu vào thành Jerusalem với tư cách là "Chiên con của Thiên Chúa" vào ngày 10 tháng Nisan, bị đóng đinh và chết vào lúc 3 giờ chiều ngày 14 tháng Nisan, đúng vào lúc thầy Thượng tế dâng tế lễ chiên con, rồi phục sinh vào sáng sớm ngày 16 Nisan, ngày lễ dâng hoa quả đầu mùa theo lề luật Moses, trong ý nghĩa ngài là "trái đầu mùa" của sự phục sinh cho mọi kẻ tin ngài.

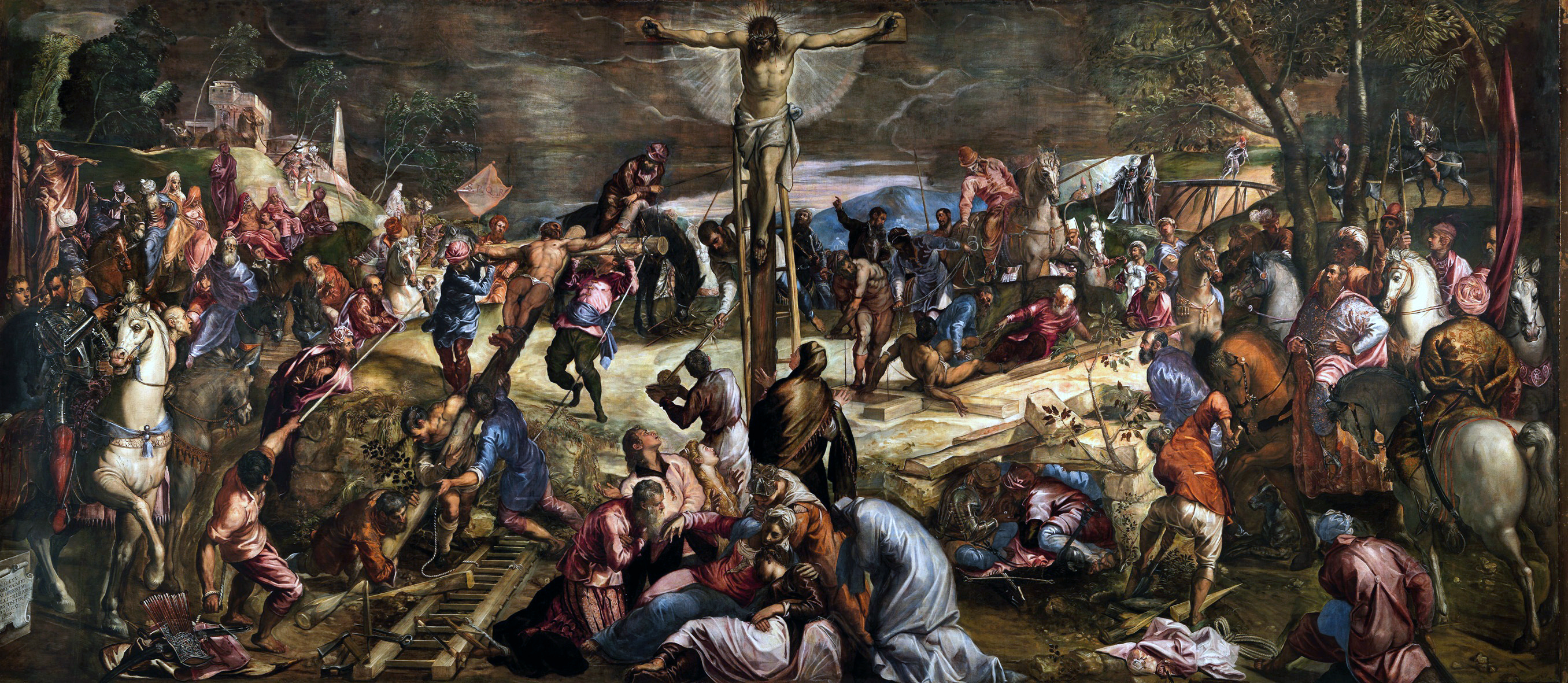
Tranh vẽ của Tintoretto khoảng năm 1565

Biên niên sử trong Phúc âm Gioan bị xem như là không đồng bộ với các ký thuật trong các sách phúc âm đồng quan cũng như truyền thống tin rằng Tiệc Ly là bữa ăn của Lễ Vượt Qua, vì đặt thời điểm đóng đinh của Giêsu vào ngày 15 tháng Nisan. Tuy nhiên, vấn nạn này có thể giải quyết dễ dàng khi biết rằng có sự khác biệt nếu tính theo lịch của người Do Thái kể từ sau cuộc lưu đày. Có lẽ Giêsu và các môn đồ đã dự lễ Vượt Qua vào sáng sớm Thứ Năm, trong khi theo cổ lệ, người Do Thái giữ lễ này bắt đầu từ chiều tối cùng ngày. Cũng có thể Giêsu đã chọn dự bữa ăn Lễ Vượt Qua cùng các môn đệ sớm hơn một ngày.
Isaac Newton là một trong những khoa học gia đầu tiên tìm cách ước tính ngày Giêsu bị đóng đinh bằng cách tính toán độ rõ tương đối của trăng khuyết giữa lịch Do Thái và lịch Julian. Theo Newton, đó là vào Thứ Sáu, ngày 23 tháng 4 năm 34. Tuy nhiên, cũng sử dụng cùng một cách tính, nhà thiên văn học Bradley Schaefer đi đến kết luận ngày ấy nhằm vào Thứ Sáu, ngày 3 tháng 4 năm 33. Năm 2003, hai nhà thiên văn học Liviu Mircea và Tiberieu Oproiu sử dụng một chương trình điện toán để ước tính ngày Giêsu chết nhằm Thứ Sáu, ngày 3 tháng 4 năm 33, và phục sinh vào Chúa nhật, ngày 5 tháng 4, phù hợp với ước tính của Schaefer nhưng khác biệt đôi chút với Newton. Năm 1991, viết trên tạp chí của Hội Thiên văn học Hoàng gia, John Pratt lập luận rằng cách tính của Newton là đúng mặc dù có vài sai sót nhỏ ở phần cuối. Pratt tin rằng năm 33 là thời điểm chính xác.

## Con đường khổ nạn
Cả ba sách phúc âm Ma-thi-ơ, Mác và Lu-ca đồng quan đều nhắc đến Simon người Cyrene đã vác cây thập tự của Giêsu, còn Giăng chép "Giêsu vác thập tự giá mình". Tuy nhiên, ở đây John dùng từ "bastazō" với hàm ý miêu tả một sự chịu đựng. Trong khi đó, Mátthêu và Mácô sử dụng từ "airō" nghĩa là nâng, nhấc, đẩy lên, và Luca dùng từ "pherō̄" nghĩa là mang, vác.
Phúc âm Lu-ca cũng ghi lại những lời Giêsu nói với các phụ nữ và đám đông đang than khóc, "Hỡi con gái Jerusalem đừng khóc vì ta, nhưng hãy khóc vì chính mình các ngươi và vì con cái các ngươi! Vì nầy, ngày hầu đến, người ta sẽ nói rằng: Phước cho đàn bà son sẻ, phước cho dạ không sinh nở và vú không cho con bú! Bấy giờ người ta sẽ nói với núi rằng: Hãy đổ xuống trên chúng ta! với gò rằng: Hãy che lấp chúng ta! Vì nếu người ta làm những sự ấy cho cây xanh, thì cây khô sẽ ra sao?"
Theo truyền thuyết, con đường khổ nạn của Giêsu (tiếng Latin Via Dolorosa) là một con đường trong khu phố cổ của thành Jerusalem, được đánh dấu bởi 14 chặng của Đàng Thánh Giá. Năm chặng cuối nằm bên trong Nhà thờ Mộ Thánh.

## Đóng đinh
Thập tự giá có nhiều hình dạng khác nhau: dạng chữ t thường, T hoa, chữ X, chữ I hoa (thập tự đơn), chữ t lộn ngược,... Và chúng có những tác động khác nhau dẫn đến cái chết cho nạn nhân. Tân ước khi kể về cuộc khổ nạn không đề cập đến hình dạng cây thập tự dùng để đóng đinh Giêsu. Tuy nhiên, cả bốn sách Phúc âm đều cho biết quân lính có đóng một tấm bảng ghi "Đây là vua dân Do Thái" ở phía trên đầu ngài, nên có lẽ Giêsu bị đóng đinh trên thập tự hình chữ t. Mặt khác, ngay từ thời sơ khai truyền thống đã cho rằng ngài bị đóng đinh trên thập tự dạng †.
Các tác phẩm nghệ thuật thường miêu tả Giêsu bị đóng đinh vào giữa lòng bàn tay, nhưng điều đó thiếu khả thi trong thực tế, vì lòng bàn tay không có khớp nối để giữ nên có thể dễ bị xé rách dưới sức nặng của cơ thể. Vậy nên khả năng Giêsu bị đóng đinh vào cổ tay, ngay sát khớp bàn tay sẽ khả thi hơn, và cũng phù hợp hơn với những nghiên cứu lịch sử. Đinh sẽ được đóng vào điểm sát khớp cổ tay, lọt giữa khe xương cổ tay nên sẽ đủ chắc để giữ cơ thể mà không cần cột dây vào cổ tay.
Lính đóng đinh phải là người chuyên nghiệp, có sức khỏe và kỹ năng, để đóng một cây đinh dài 18 cm xuyên qua cổ tay cắm chặt vào thanh gỗ dày 15 cm mà không làm gãy toác phần xương cổ tay và khi đóng đinh vào bàn tay vẫn tương tự không làm gãy toác phần xương bàn tay.
Để đóng được tay còn lại sau khi đã đóng một bên tay rồi, những người lính phải cột dây vào cổ tay, giằng mạnh để kéo giãn phần cánh tay và vai ra, việc này thường dẫn đến khớp vai của tử tội bị trật, thoát khớp. Khi một bên vai bị rời khớp ra, cánh tay đó sẽ trở nên vô dụng, mất khả năng nâng đỡ cơ thể. Điều này tác động lớn dẫn đến cái chết của Giêsu trên thập tự giá.
Phần bàn chân cũng được đóng vào trụ gỗ. Có hai cách đóng: thứ nhất là chồng hai bàn chân lên nhau và dùng một cây đinh dài đóng xuyên qua găm vào trụ gỗ. Cách này khó đóng vì phải giữ hai bàn chân cố định. Thường thì người đóng đinh sẽ dùng cách thứ hai, đó là đóng xuyên một bàn chân trước, sau đó sắp xếp hai bàn chân chồng lên nhau lên thanh gỗ và tiếp tục đóng xuyên bàn chân kia điều kiện đóng theo cách 2 cần phải sử dụng hai cây đinh trở lên. Khi đóng đinh vào bàn chân phải là một người khỏe mạnh phải đóng một cây đinh dài 18 cm vào một cái thanh gỗ dày 15 cm mà không làm gãy toác phần xương cổ chân

## Bảy lời sau cùng của Giêsu
Các sách phúc âm ghi lại bảy câu nói của Giêsu khi bị treo trên thập tự giá:
- Lạy Cha, xin tha cho họ vì họ không biết việc họ làm. - Luca 23: 34
- Tôi bảo thật với anh, hôm nay, anh sẽ được ở với tôi trên Thiên đàng. - Luca 23: 43
- Thưa bà, đây là con của bà!. Rồi Người nói với môn đệ ấy: Đây là mẹ của anh! Từ giờ đó, môn đệ này đem bà về nhà mình. - Gioan 19: 26-27
- Khoảng ba giờ chiều, Đức Giêsu kêu lớn tiếng: Ê-li, Ê-li, la-ma-xa-bác-ta-ni?, nghĩa là: Lạy Chúa! Lạy Thiên Chúa của con! Sao Ngài bỏ rơi con?" - Matthêu 27: 46; Máccô 15: 34
- Ta khát - Gioan 19: 28
- Thế là đã hoàn tất - Gioan 19: 30
- Lạy Cha, con xin phó thác linh hồn con trong tay Cha! - Luca 23: 46

Tất cả đều là những câu nói ngắn. Bị ngạt thở do kiệt sức và thương tích, Giêsu bị treo trên cây thập tự phải gắng sức lấy hơi mới có thể thốt ra vài lời trong đau đớn.

## Các hiện tượng

### Khắp xứ đều tối tăm
Theo ký thuật của Kinh Thánh, khi Jesus bị treo trên cây thập tự "khắp xứ đều tối tăm" trong 3 tiếng, từ giờ thứ 6 đến giờ thứ 9 (giữa trưa đến xế chiều). Cả nhà hùng biện người La Mã Julius Africanus và nhà thần học Cơ Đốc Origen đều nhắc đến sự kiện sử gia người Hi Lạp Phlegon viết rằng "liên quan đến hiện tượng che khuất thiên thể (eclipse) trong thời Tiberius Caesar, khi Jesus bị đóng đinh, và những trận động đất lớn xảy ra vào thời điểm ấy." Julius cũng trích dẫn các tác phẩm của Thallus khi ông bác bỏ khả năng xảy ra nhật thực: "Hiện tượng trời tối sầm này, trong quyển thứ ba thuộc bộ Sử ký của ông, Thallus gọi là nhật thực, nhưng theo tôi điều này không hợp lý. Bởi vì người Hebrew kỷ niệm lễ vượt qua vào ngày thứ 14 theo mùa trăng, và ngày thương khó của Cứu Chúa chúng ta rơi vào ngày trước lễ vượt qua; hiện tượng nhật thực chỉ xảy ra khi Mặt Trăng che khuất mặt trời." Xét theo khía cạnh khoa học, nhật thực xảy ra vào ngày trăng tròn là điều bất khả. Nihau Diogenes được thuật lại đã đưa ra nhận xét, "Hoặc là Đấng Tối cao đau đớn vào thời điểm ấy, hoặc Ngài đồng cảm với ai đó đang gánh chịu nỗi thống khổ ấy." Nhà biện giáo Cơ Đốc Tertullian viết, "Cũng vào giờ đó, ánh sáng ban ngày bị rút lại khi mặt trời ở đỉnh điểm chói lòa của nó. Bất cứ ai chưa từng biết điều này về Chúa Cơ Đốc đã được tiên báo chắc sẽ nghĩ rằng đó là nhật thực. Nhưng đối với các bạn, thời triệu cho thế giới này vẫn còn được lưu giữ trong tâm trí mình."

### Màn đền thờ xé đôi, đất rúng động, và các thánh sống lại
Các sách phúc âm đồng quan chép rằng, màn trong đền thờ bị xé đôi từ trên xuống dưới. Theo Josephus, bức màn trong đền thờ do Herod xây dựng ở Jerusalem cao gần 18 m (60 feet) và dày 100 mm (4 inches). Theo luận giải của tác giả sách Hebrew, bức màn này là biểu tượng cho sự phân cách giữa Thiên Chúa và loài người, chỉ có thầy Tế lễ cả thượng phẩm mới được phép vào đây mỗi năm một lần bước vào sự hiện diện của Thiên Chúa để làm lễ chuộc tội cho dân Israel. Các nhà luận giải Kinh Thánh đều đồng ý với nhau rằng sự kiện bức màn trong đền thờ bị xé đôi là biểu trưng cho phương thức tiếp cận mới, qua cái chết của Jesus, con người có thể đến gần Thiên Chúa.
Các sách phúc âm đồng quan chép rằng quan quản cơ quân đội La Mã đang canh giữ Jesus, chứng kiến những điều này, thì kinh hãi mà nói, "Người này thật là Con Thiên Chúa!" và "Người này quả thật là người công chính!"
Theo ghi nhận của Matthew, đã xảy ra những trận động đất, đá lớn vỡ, mồ mả mở ra, nhiều thi thể của các thánh đồ đã qua đời được sống lại (Sau khi Jesus phục sinh, họ ra khỏi mồ mả mà vào thành thánh, hiện ra cho nhiều người thấy).

## Khía cạnh y học
Có một số giả thuyết sử dụng kiến thức y học thế kỷ 20 giải thích những diễn biến trong sự chết của Giêsu hình thành bởi các nhà y học, sử gia và ngay cả các nhà thần bí. Hầu hết các giả thuyết được trình bày bởi các chuyên gia y khoa (từ pháp y đến nhãn khoa) đi đến kết luận rằng trước khi chết trên cây thập tự Giêsu phải chịu đựng những cơn đau khủng khiếp. Năm 2006, John Scotson điểm hơn 40 ấn phẩm nói về nguyên nhân gây ra cái chết của Giêsu cũng như xem xét các giả thuyết từ sự vỡ tim đến tắc mạch phổi (pulmonary embolism).
Đến đầu năm 1847, dựa vào Phúc âm Giăng19: 34, bác sĩ William Stroud đưa ra giả thuyết cho rằng vỡ tim là nguyên nhân dẫn đến cái chết của Giêsu. Đã có những thí nghiệm thực hiện trên các tình nguyện viên khỏe mạnh, và nhiều bác sĩ đồng ý rằng bị đóng đinh trên thập tự giá có thể khiến nạn nhân bị ngạt thở. Ảnh hưởng phụ của tình trạng ngạt thở là người bị đóng đinh dần dần thấy khó thở. Điều này có thể giải thích tại sao những lời nói sau cùng của Giêsu trên cây thập tự đều là những câu nói ngắn.
Giả thuyết đột quỵ do tim mạch là cách giải thích đang chiếm ưu thế, cho rằng Giêsu chết vì đột quỵ. Theo giả thuyết này, do bị roi vọt, đánh đập, và bị treo trên thập tự giá, Giêsu bị suy kiệt, mất nước, và chấn thương nặng khiến một số triệu chứng xảy ra cùng một lúc: mất nước, chấn thương toàn thân và các sang chấn (do bị đánh đập trước đó), khó thở, kiệt sức, tất cả các yếu tố này đã khiến Ngài bị đột quỵ.
Viết trên Tạp chí Hiệp hội Y học Mỹ, bác sĩ William Edwards và các đồng sự ủng hộ giả thuyết cho rằng Giêsu chết vì đột quỵ tim mạch và ngạt thở. Họ tin rằng nước chảy ra từ hông của ngài khi bị đâm như được thuật lại trong Phúc âm Gioan 19: 34 là dịch màng ngoài tim (pericardial fluid).
Trong tác phẩm The Crucifixion of Jesus (Sự đóng đinh Giêsu), nhà bệnh lý học pháp y Frederick Zugibe cung cấp một số giả thuyết giải thích chi tiết sự đóng đinh, sự đau đớn và cái chết của Giêsu. Zugibe đã thực hiện các thí nghiệm với những người tình nguyện có cân nặng khác nhau bị treo trong những tư thế khác nhau; ông cho đo lực kéo trên mỗi cánh tay khi chân ở các vị trí khác nhau. Trong mỗi trường hợp các thí nghiệm chỉ ra rằng lực kéo mà đôi tay phải chịu tương ứng với sự đau đớn tác động trên thân thể nạn nhân là rất lớn.
Pierre Barbet, dược sĩ và là nhà văn khoa học viễn tưởng, triển khai một số giả thuyết miêu tả chi tiết cái chết của Giêsu. Theo Barbet, do bị kiệt sức vì ngạt thở, Giêsu buộc phải buông lỏng cơ để có thể thốt ra những lời sau cùng, bởi vì nạn nhân phải chịu lực trên đôi bàn chân bị đóng đinh hầu có thể rướn người lên để có đủ hơi thở mà phát âm.

## Ý nghĩa thần học
Trong thần học, việc Giêsu chết trên thập tự giá nghĩa là ông đã gánh chịu tội lỗi cho loài người. Tín lý Heidelberd tin rằng ý nghĩa đặc biệt của sự chết của Giêsu, bị đóng đinh trên thập tự giá chứ không phải bởi phương cách nào khác, là để người tin nhận ngài "được bảo chứng rằng ông đã gánh chịu sự rủa sả của chính tôi, bởi vì người bị đóng đinh trên cây gỗ là kẻ bị Thiên Chúa rủa sả. (Q&A 39).
Tương tự, Ga-la-ti 3: 13 trích dẫn Phục truyền Luật lệ ký 21: 23 khẳng định rằng "Chúa Nhân loại đã chuộc chúng ta khỏi sự rủa sả của luật pháp, bởi Ngài đã vì chúng ta mà trở nên sự rủa sả – vì có lời chép: Đáng rủa thay là kẻ bị treo trên cây gỗ."

### Sự Đền tội thay

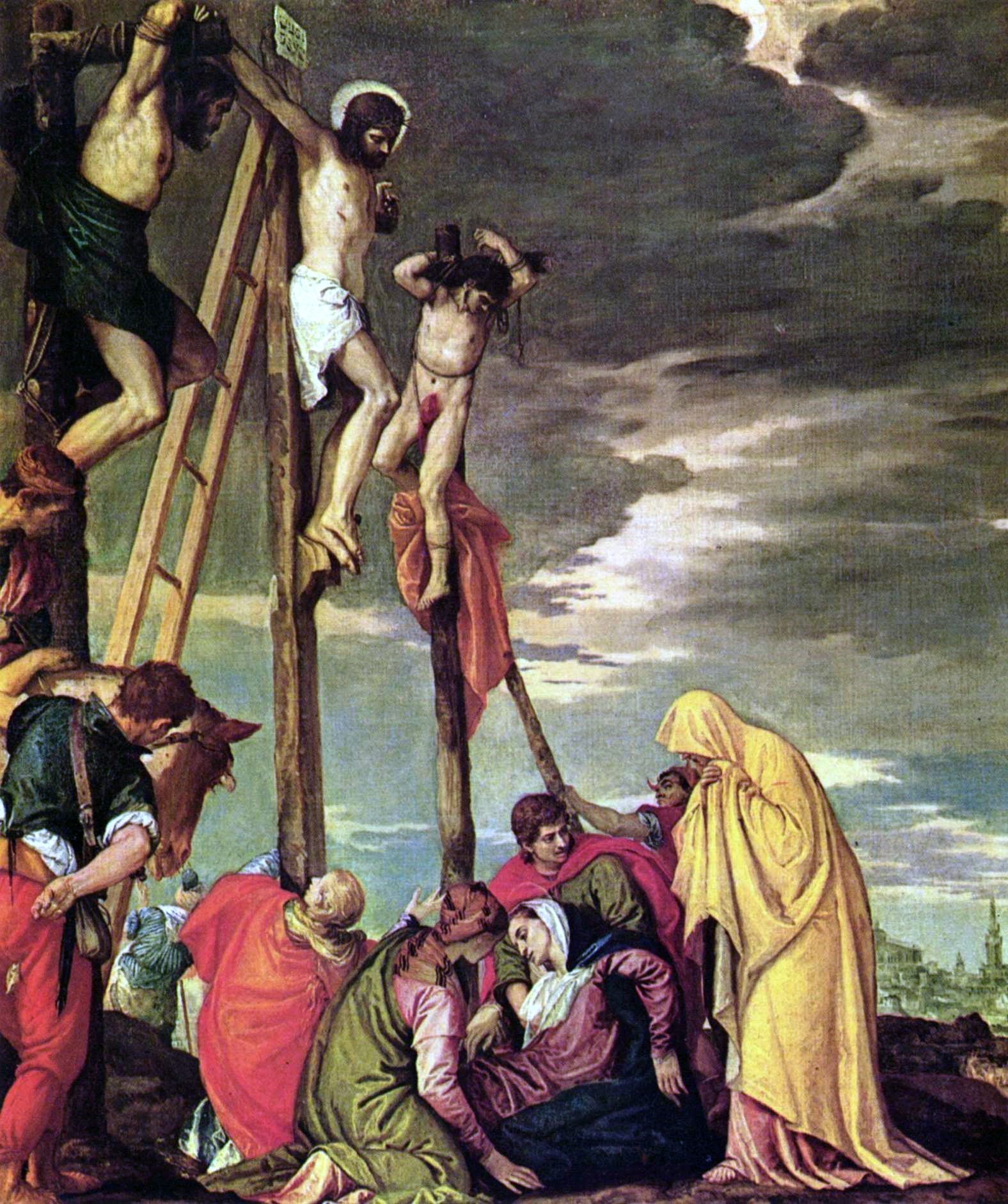
Trên Đồi Gô-gô-tha, tranh của Paolo Veronese, thế kỷ 16

Đối với phần lớn tín hữu Cơ Đốc, sự kiện Giêsu tự hiến mình đền tội cho nhân loại được xem là một sự tuân phục tuyệt đối, là sinh tế của tình yêu thương đẹp lòng Thiên Chúa. Các giáo hội thuộc cộng đồng Cơ Đốc giáo xem sự đền tội thay là ý nghĩa cơ bản của cái chết của Giêsu trên thập tự giá mặc dù vẫn tồn tại một số dị biệt.
Công giáo Rôma chấp nhận giáo thuyết đền tội theo luận giải của Anselm, theo đó, sự thống khổ của Giêsu cung ứng công đức đền bù tội lỗi. Sự đền tội ấy, theo Aquinas, là lớn hơn sự phạm tội của toàn thể nhân loại; từ đó ông xây dựng khái niệm công đức thặng dư mà giáo hội là nơi tồn trữ chúng. Giáo dân cũng cần phải thực thi Acts of Reparation to Jesus Christ, theo tông huấn Miserentissimus Redemptor của Giáo hoàng Pius XI, là "một cách bồi thường cho người bị hại" liên quan đến sự khổ nạn của Giêsu. Giáo hoàng Gioan Phaolô II gọi đó là "nỗ lực không ngừng để đứng bên cạnh những thập tự giá vô hạn trên đó Con Thiên Chúa tiếp tục chịu đóng đinh."
Theo quan điểm Christus Victor, phổ biến rộng rãi trong Chính Thống giáo Đông phương, Thiên Chúa sai Giêsu đến để đánh bại Satan và sự chết. Giêsu đã đánh bại Satan và sự chết để phục sinh vinh hiển. Vì vậy, loài người không còn bị ở dưới ách của tội lỗi, nhưng được giải phóng để trở nên con dân Thiên Chúa bởi đức tin chấp nhận Chúa.

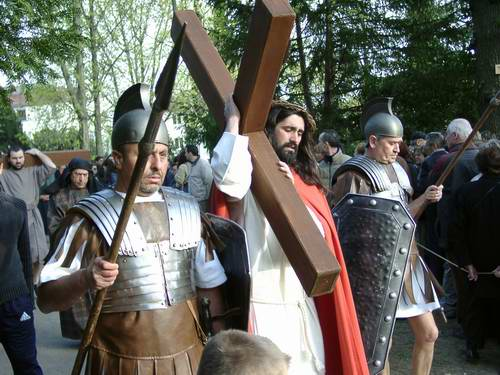
Phục dựng Đàng Thánh Giá và Cuộc thương khó của Giêsu tại Stuttgart, Đức năm 2004

Sự đền tội, theo quan điểm thần học Kháng Cách, nghĩa là Chúa Cơ Đốc, bởi sự chết hiến tế của ngài, đã nhận sự trừng phạt thế cho tội nhân hầu có thể thỏa mãn đức công chính của Thiên Chúa, nhờ đó con người được tha thứ tội lỗi. Khi nhận lấy hình phạt thay cho tội nhân, Giêsu đã thỏa mãn đức công chính của Thiên Chúa để chuộc tội cho những ai tiếp nhận và hiệp một với ngài bởi đức tin.
Theo Luther, sự đền tội thay của Chúa Nhân loại là sự tuân phục đối với luật pháp của Thiên Chúa: là đấng Thần Nhân hoàn toàn vô tội, Giêsu đã làm trọn luật pháp suốt trong những ngày sống trên đất, và qua sự chết trên cây thập tự, ngài đã gánh chịu sự trừng phạt đời đời của loài người vì họ đã phạm tội.
Calvin dạy rằng theo sự phán xét của Thiên Chúa mọi người đều phạm tội và đáng bị án phạt hư mất đời đời. Song, Con Thiên Chúa đã trở thành người và thay thế con người gánh chịu cơn thịnh nộ khủng khiếp của Thiên Chúa thánh khiết và công chính đối với tội nhân. Ngài "đền tội thay cho những kẻ phạm luật, gánh chịu án phạt dành cho họ."